# Американская гастроэнтерологическая ассоциация

Эмблема Американской гастроэнтерологической ассоциации

Америка́нская гастроэнтерологи́ческая ассоциа́ция (АГА; англ. The American Gastroenterological Association; AGA) — ассоциация гастроэнтерологов. Объединяет около 16 500 учёных и врачей. Основана в 1897 году. Является старейшей медицинской ассоциацией США. Коллективный член Всемирной организации гастроэнтерологов (англ. The World Gastroenterology Organisation; WGO).
АГА ежегодно организует конференции гастроэнтерологов («Гастронедели»; англ. Digestive Disease Week).
АГА организован Фонд здорового пищеварения и питания (англ. The Foundation for Digestive Health and Nutrition; FDHN).
Штаб-квартира находится в пригороде Вашингтона Бетесде, штат Мэриленд. Президент АГА и президент Института АГА — Роберт С. Сандлер (англ. Robert S. Sandler).

## Издания АГА
Под эгидой АГА (Института АГА) издаётся ряд журналов, в том числе:
- «Gastroenterology»[3] (входит в «Список 100 самых влиятельных журналов биологии и медицины за последние 100 лет»[4])
- «Clinical Gastroenterology and Hepatology»[5]
- «Клиническая гастроэнтерология и гепатология», где публикуются переводы на русский язык статей из «Clinical Gastroenterology and Hepatology» (примерно 85 % переводного контента) и «Gastroenterology» (примерно 15 % переводного контента)[6]

Институт АГА издает также рекомендации для пациентов, касающиеся различных гастроэнтерологических заболеваний и состояний в виде брошюр, листовок, статей.

## Награды АГА

### Награда Уильяма Бомонта

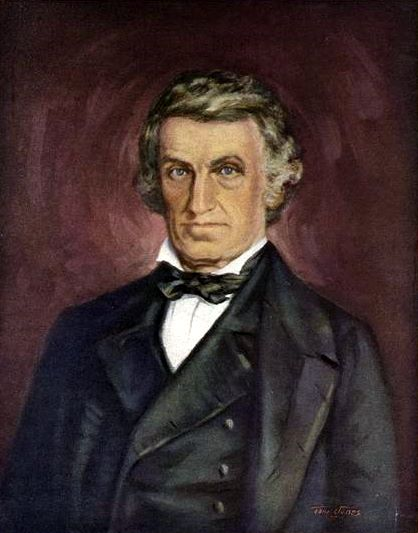
Уильям Бомонт

Награждается одно лицо или несколько лиц за вклад, значительно продвинувший фундаментальные или клинические исследования в области гастроэнтерологии. Вручается раз в три года. Первое награждение состоялось в 1976 году. Членство в АГА для награждённых не требуется. Денежная составляющая — 10 000 долларов США. Кроме того, награждённому оплачивается поездка на «Гастронеделю» АГА. Названа в честь американского врача и физиолога Уильяма Бо́монта (англ. William Beaumont; 1785—1853).

#### Отмечены наградой Уильма Бомонта
- 1976 — R.A. Gregory, Viktor Mutt
- 1979 — Bengt Borgstrom, Alan F. Hofmann
- 1982 — Мортон Гроссман и Джэймс Блэк
- 1985 — George Sachs
- 1985 — John G. Forte
- 1988 — Saul Krugman, Mario Rizzetto, Jesse Summers
- 1991 — Томас Старзл
- 1994 — Daniel W. Bradley, Michael Houghton, Qui-Lim Choo, George C. Kuo
- 1997 — Bert Vogelstein
- 2000 — Martin C. Carey, Donald M. Small
- 2006 — Барри Маршалл
- 2009 — Warren Strober
- 2012 — Richard S. Blumberg, Hans Clevers
- 2015 — C. Richard Boland
- 2016 — Anna S. Lok
- 2017 — David Ahlquist

### Медаль Фрайденвальда
Медаль Фрайденвальда — высшая награда Американской гастроэнтерологической ассоциации. Присуждается один раз в году одному лицу (члену АГА) за общий вклад в гастроэнтерологию в течение всей жизни. Названа в честь Юлиуса Фрайденвальда (англ. Julius Friedenwald). Первое присуждение было в 1941-м году.

#### Награждены медалью Фрайденвальда
- 1942 — Макс Эйнхорн
- 1949 — Борис Бабкин
- 1951 — Уолтер К. Альварес
- 1953 — Баррил Бернард Крон
- 1970 — Эндрю К. Айви
- 1992 — Бэзил Айзек Хиршовиц
- 2010 — Дональд Кастелл

### Награда Юлии и Дональда Кастеллов
Фонд здорового пищеварения и питания Американской гастроэнтерологической ассоциации ежегодно присуждает Награду Юлии и Дональда Кастеллов за клинические исследования заболеваний пищевода. Денежная составляющая награды — 35 000 долларов США.

## Россияне — члены АГА
Устав АГА не ограничивает членство только подданными США. В частности, членами АГА являются: академик РАМН В. Т. Ивашкин, заведующий гастроэнтерологическим отделением Института питания РАМН В. А. Исаков и другие.